# Fake star
《fake star》（假星星），日本男歌手平井堅的第27張單曲。2007年9月12日發行。

## 概述
- 平井堅2007年的第三張單曲。
- 《fake star》為一首復古迪斯可舞曲。

## 收錄曲目
1. fake star
  - 作詞、作曲：平井堅／編曲：URU
  - 明治製菓「Fran Aromatier」電視廣告曲
2. fake star～ Ken's swingin' jazz ～
3. POP STAR×fake star（MASH UP version）
  - 作詞、作曲：平井堅／Remix：metalmouse
4. fake star（instrumental）

## 外部連結
- Sony Music的作品介紹
  - 通常盤（页面存档备份，存于）